# Кошкентский сельсовет
Кошкентский сельсовет  — административно-территориальная единица и муниципальное образование со статусом сельского поселения в Хивском районе Дагестана Российской Федерации.
Административный центр — село Кошкент.

## Население
| 2002  | 2010  | 2012  | 2013  | 2014  | 2015  | 2016  |
| ----- | ----- | ----- | ----- | ----- | ----- | ----- |
| 1504  | ↘1501 | ↘1489 | ↘1454 | ↘1431 | ↘1409 | ↗1412 |
| 2017  | 2018  | 2019  | 2020  | 2021  | 2023  | 2024  |
| ↗1433 | ↘1417 | ↘1411 | ↘1398 | ↗1537 | ↘1532 | ↘1526 |
| 2025  |       |       |       |       |       |       |
| ↘1518 |       |       |       |       |       |       |

 Национальный состав — лезгины. По религии — мусульмане-сунниты.

## Состав
| № | Населённый пункт | Тип населённого пункта       | Население |
| - | ---------------- | ---------------------------- | --------- |
| 1 | Дардаркент       | село                         | ↘352      |
| 2 | Кошкент          | село, административный центр | ↘613      |
| 3 | Чиликар          | село                         | ↗572      |